# Bibelkommentar
Als Bibelkommentar werden Erläuterungen und zeithistorische Erklärungen zu einzelnen Büchern der Bibel bzw. zu spezifischen Bibelübersetzungen bezeichnet. Neben dem Bibeltext enthalten sie oft auch Querverweise auf ähnliche Bibelstellen (siehe Konkordanz) sowie inhaltliche Deutungen auf Basis einer wissenschaftlichen Exegese.
Bibelkommentare dienen neben theologischen Zwecken auch dem persönlichen Bibelstudium oder als Einleitung zu den verschiedenen Büchern der Heiligen Schrift. In ihrem Umfang reichen sie von Taschenbüchern bis zu mehrbändigen Werken. Sie befassen sich im Regelfall nur mit den im Bibelkanon enthaltenen Schriften (46 bzw. 39 im Alten, 27 im Neuen Testament), verweisen aber bisweilen auch auf die Apokryphen.

## Zeitbedingte Deutungen
Da sich die Entstehungszeit der Bibel über mehrere Jahrhunderte erstreckt (Altes Testament etwa 8. bis 2. Jahrhundert v. Chr., Neues Testament 1. und frühes 2. Jahrhundert n. Chr.), fließen in die meisten Kommentare auch Erkenntnisse der jeweils zeitbedingten Bibel-Exegese sowie der Sprach- und Geschichtswissenschaften ein. Deshalb können sich Bibelkommentare von Wissenschaftern aus verschiedenen Zeitepochen deutlich unterscheiden und auch widersprechen.
Ein Teil solcher Deutungsdifferenzen hängt mit den vorherrschenden Lehrmeinungen in den verschiedenen Konfessionen zusammen. Jene zwischen der katholischen und der evangelischen Kirche konnten in den letzten Jahren großteils überwunden werden, was fortlaufend in den Bänden des Evangelisch-Katholischen Kommentars publiziert wird. Er liegt inzwischen zu fast allen Büchern des Neuen Testaments vor.

## Bibelkommentare im Judentum
Im Judentum entstanden die ersten Kommentare zum Alten Testament (Tanach) bereits im 6. und 5. Jahrhundert vor Christus. Im 11. Jahrhundert wurden einige dieser Interpretationsmethoden von den bis heute anerkannten Autoritäten Raschi (1040–1105), Ibn Esra und Raschbam zusammengefasst.
Die vier wesentlichen Bedeutungsebenen bei der Interpretation von Texten der Tora werden unter dem Akronym PaRDeS zusammengefasst. Sie reichen vom Paschat (wörtliche Bedeutung) über Remes (Anspielung, Allegorie) und Drasch (homiletisch) bis zu Sod, der mystischen Bedeutung.
In einer Schulverfassung des 13. Jahrhunderts für die jüdische Elementarschule heißt es: „Die Lehrer sollen die Kinder nicht auswendig, sondern aus Büchern unterrichten, und sie sollen sie die Schrift in die Landessprache übersetzen lehren [...] In zwei Jahren lernen sie die Fünf Bücher Mose, in zwei Jahren die Propheten und die Schriften“, gefolgt von Teilen der traditionellen Auslegung (Talmud). Dieses Bibelstudium wurde von profanem Wissen nur ergänzt, wenn dies zum besseren Verständnis der Bibel führte.